# Sas-út
A Sas-út (lengyelül Orla Perć, szlovákul Orlia prť, németül Adlerpfad, angolul Eagle's Path) Magas-Tátra lengyelországi részén végigvezető egyedülálló turistaút. Az egész Tátrában az egyik legismertebb, legnehezebb, legveszélyesebb jelzett túraútvonalnak tartják, ezért csak gyakorlott túrázóknak, hegymászóknak ajánlott. Az útvonalat piros sáv  turistajelzés jelöli. A létrehozása óta több mint száz túrázó vesztette életét a havas csúszós gránitjain.

## Technikai adatok

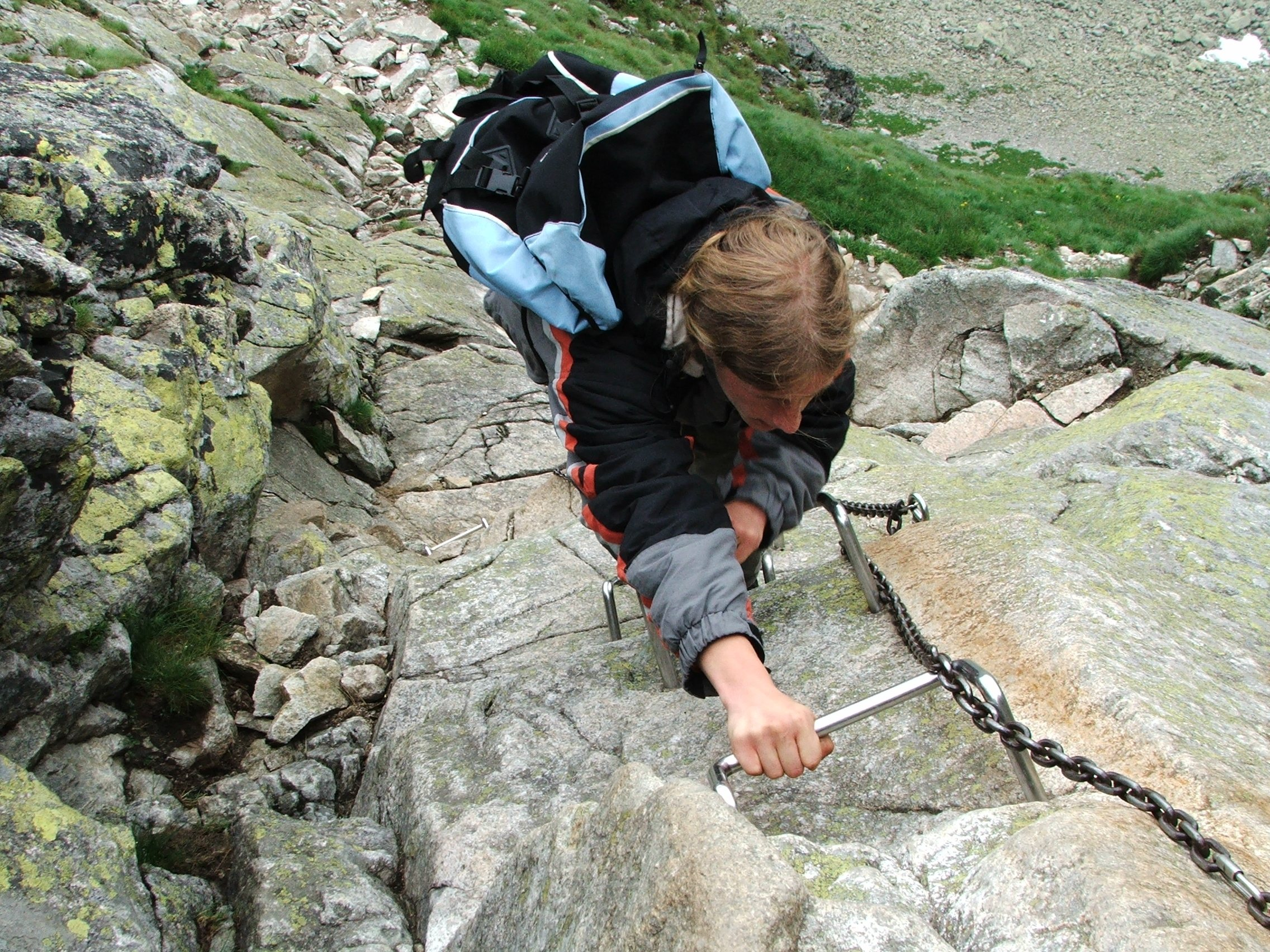
Mászást segítő szerelvények az útvonalon

Az útvonal a Magas-Tátra közepén található. A jelzett út teljes hossza 4,3 km. A végigjárásához szükséges időtartam 6-8 óra (nyáron, időjárás és az út állapotának függvényében). A legmagasabb pontja a Zerge-hegy (Kozi Wierch) tszf 2291 m. Az ösvény a Zawrat-hágónál (2159 m tszf.) kezdődik és a Kereszt-nyeregben (Krzyżne) (2112 m tszf.) ér véget, keresztülvezetve számos csúcson és több hágón leginkább a hegyek gerincén halad végig érintve – többek között – a Zerge-hegy (Kozi Wierch) és Gránát-csúcs (Granaty) nevű csúcsokat. A túrázók számára számos kiépített segítség (lánc, létra, kapaszkodó) áll rendelkezésre a legtöbb kitett, meredek vagy függőleges szakaszon. Az egyenetlen felszínt többnyire gránittömbök, durva törmelékek alkotják. A Sas-út út összesen 8 csomóponttal kapcsolódik más túrautakhoz, melyek hegyi menedékházakhoz, turistaházakhoz vezetnek le a gerincről. A Zawrat-hágó és a Zerge-hegy (Kozi Wierch) közötti szakasz egyirányú, csak nyugatról kelet felé haladva teljesíthető. Kőhullás és lavina az útvonal mentén mindenhol lehetséges.

## Története

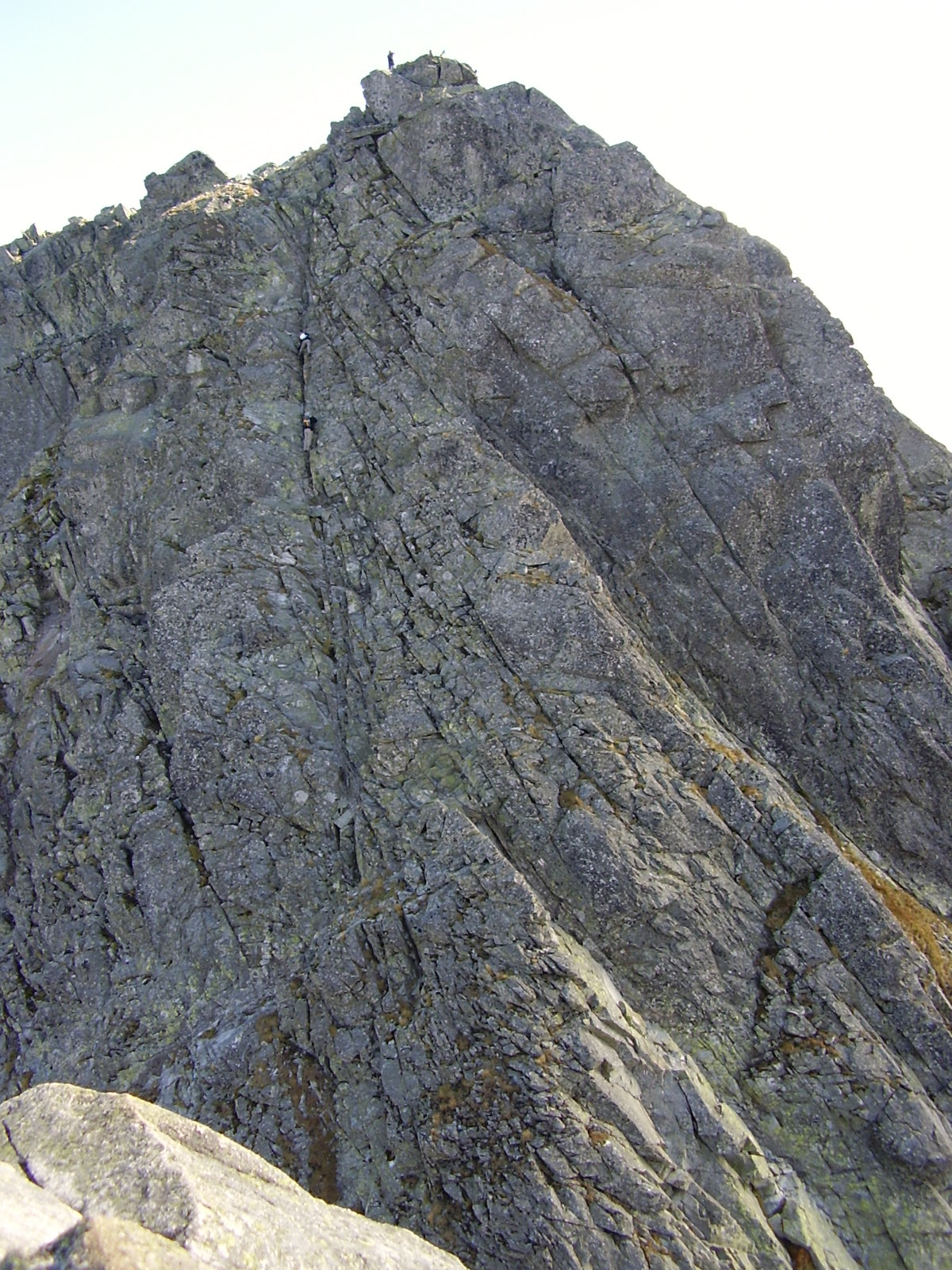
Az ösvény a Zerge-hegyre

Az útvonal létrehozásának ötlete 1901-ben fogant Franciszek Henryk Nowicki lengyel költő és hegyi vezető agyszüleményeként. A nyomvonal kiépítését és a jelzések felfestését a Polskim Towarzystwem Tatrzańskim végezte Walenty Gadowski tarnowi plébános vezetésével 1903 és 1906 között, de az egyéb kisegítő és kapcsolódó útvonalak jelzései csak 1911-re készültek el. Az útvonal 1951 óta nem vezet át Wielka Buczynowa Turnia (2182 m) csúcsán.
Számos halálos baleset után 2006-ban Irena Rubinowska hegyi vezető és Piotr Mikucki, a filmrendező beadvánnyal fordult a Tátrai Nemzeti Park (Tatrzański Park Narodowy, TPN) hatósághoz miszerint az összes kiépített kapaszkodót el kellene távolítani és a nyílt turistaút legyen átminősítve via ferrata úttá. A beadvány a turizmusban érdekel vállalkozások és szakmai lobbik között éles vitákat váltott ki és a különböző álláspontok végső eredménye, hogy ez egy történelmi értékű útvonal, ezért változatlan kell maradnia. Mivel a balesetek vizsgálatánál kimutathatóvá vált olyan összefüggés, hogy a balesetek jelentős része akkor következett be, amikor ellenkező irányba haladó turisták találkoztak a szűk ösvényen, ezért a TPN igazgatóság 2007 júliusától Zawrat és Kozi Wierch közötti szakaszon egyirányúsítást vezetett be.
Az ismert lengyel hegyi futó és extrém sportoló, Piotr Łobodziński új rekord idő, 1 óra 16 perc 32 másodperc alatt futotta le a Zawrat-hágó és a Kereszt-nyereg közötti 4,3 km-es, több mint 1000 m szintkülönbségű távot 2016.07.12-én.

## Fordítás
- Ez a szócikk részben vagy egészben  az   Orla Perć című angol Wikipédia-szócikk fordításán alapul.  Az eredeti cikk szerkesztőit annak laptörténete sorolja fel. Ez a jelzés csupán a megfogalmazás eredetét és a szerzői jogokat jelzi, nem szolgál a cikkben szereplő információk forrásmegjelöléseként.